# Торбест язовец
Торбестият язовец (Perameles gunnii) е вид бозайник от семейство Бандикути (Peramelidae). Видът е почти застрашен от изчезване.

## Разпространение и местообитание
Разпространен е в Австралия.